# Malcolm Butler
* Solo in precampionato o in squadra di allenamento
Malcolm Terel Butler (Vicksburg, 2 marzo 1990) è un ex giocatore di football americano statunitense che gioca nel ruolo di cornerback per gli New England Patriots della National Football League (NFL). Al college ha giocato a football alla West Alabama University.

## Carriera

### New England Patriots

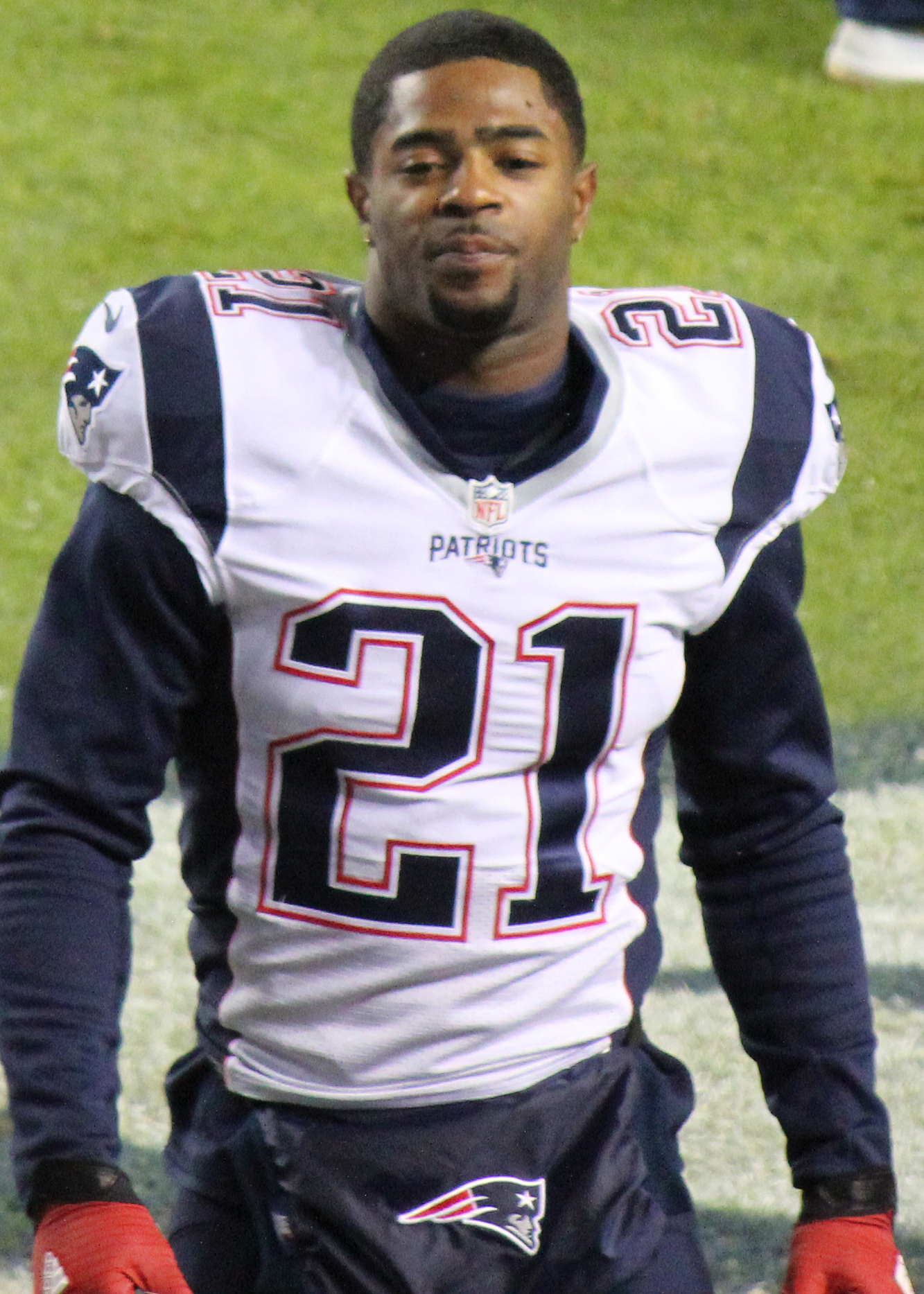
Butler nel 2015 con i Patriots

Dopo non essere stato scelto nel Draft NFL 2014, Butler firmò coi New England Patriots. Debuttò come professionista subentrando nella prima settimana della stagione contro i Miami Dolphins mettendo a segno due tackle. La sua stagione da rookie si concluse con 11 presenze, di cui una come titolare, con 15 tackle e 4 passaggi deviati, giungendo fino al Super Bowl XLIX contro i Seattle Seahawks dove mise a segno il primo intercetto della sua carriera a 20 secondi dalla fine sulla propria goal line portando la sua squadra alla vittoria, impedendo ai Seattle Seahawks di mettere a segno il touchdown che li avrebbe portati a conquistare il titolo.
Divenuto stabilmente titolare nella stagione 2015, il primo intercetto nella stagione regolare Butler lo fece registrare nella settimana 2 su Tyrod Taylor dei Buffalo Bills. A fine anno fu convocato per il primo Pro Bowl in carriera. Nel 2016 fu inserito nel Second-team All-Pro dopo avere messo a segno 63 tackle e guidato la squadra con 4 intercetti
Il 5 febbraio 2017 Butler partì come titolare nel Super Bowl LI contro gli Atlanta Falcons e vinto ai tempi supplementari (prima volta nella storia del Super Bowl), con il punteggio di 34-28, conquistando il suo secondo anello. L'anno successivo i Patriots tornarono al Super Bowl ma furono sconfitti dai Philadelphia Eagles, con Butler che non fu schierato in campo per motivi disciplinari.

### Tennessee Titans
Divenuto free agent, il 13 marzo 2018 Butler firmò un contratto quinquennale del valore di 61 milioni di dollari con i Tennessee Titans.
Nella settimana 5 della stagione 2020 Butler mise a segno due intercetti su Josh Allen nella vittoria sui precedentemente imbattuti Buffalo Bills. Nel turno delle wild card dei playoff contro i Baltimore Ravens fece registrare un intercetto su Lamar Jackson nella sconfitta per 20-13.
Il 10 marzo 2021 i Titans svincolarono Butler.

### Arizona Cardinals
Il 25 marzo 2021 Butler firmò un contratto di un anno con gli Arizona Cardinals.

### Primo ritiro
Il 31 agosto 2021 Butler decise di ritirarsi dal football professionistico per motivi personali, venendo quindi posto lo stesso giorno in lista 'riserve/ritiri' e poi, il successivo 17 febbraio 2022, fu definitivamente svincolato dai Cardinals.

### Ritorno con i New England Patriots
Il 24 marzo 2022 Butler ritornò dal suo ritiro per firmare un contratto biennale con i Patriots. Fu però svincolato il 25 agosto 2022.

### Secondo ritiro
Il 10 marzo 2024, dopo essere rimasto fermo per le stagioni 2022 e 2023, Butler annunciò il suo definitivo ritiro dalla NFL.

## Palmarès

### Franchigia
- Super Bowl : 2

New England Patriots:XLIX, LI
- American Football Conference Championship: 3

New England Patriots: 2014, 2016, 2017

### Individuale
- Convocazioni al Pro Bowl: 1

2015
- Second-team All-Pro: 1

2016